# Khalil Sultan
Khalil Sultan (1384 - 1411) was de heerser over Transoxanië van 1405 tot 1409. Hij was de zoon van Miranshah en de kleinzoon van Timoer Lenk.
Gedurende Timoers bewind onderscheidde hij zichzelf tijdens de campagne in India en hij kreeg in 1402 de heerschappij over Fergana. Khalil zag zichzelf als opvolger van Timoer, maar die besliste dat Pir Mohammed hem moest opvolgen. Khalil accepteerde dit niet en nam bezit van Samarkand. Shahrukh Mirza, heerser over Herat, besloot ook de troon op te eisen en trok met een leger naar de Oxus tegen Khalil, maar keerde terug nadat hij had gehoord dat Khalil werd gesteund door Miranshah die vanuit Azerbeidzjan optrok. Khalil was echter onpopulair in Samarkand, voornamelijk vanwege zijn vrouw die veel invloed op hem had. Khalil trok zich terug en toen Shahrukh Samarkand binnentrok was zijn heerschappij voorbij. Transoxanië werd aan Shahrukhs zoon, Ulug Bey, overgelaten terwijl Shahrukh over Herat bleef heersen. Khalil besloot zich over te geven en vroeg bescherming van Shahrukh. Aanvankelijk verwelkomde Shahrukh hem met open armen om hem later te vergiftigen. Zijn vrouw pleegde hierop zelfmoord. 